# چرخ‌ریسک چانه‌سیاه
چرخ‌ریسک چانه‌سیاه (نام علمی: Poecile hypermelaenus)، گونه‌ای از پرندگان خانواده چرخ‌ریسکان است.  از مرکز و شرق چین تا جنوب شرقی تبت و غرب میانمار یافت می‌شود.